# Källedalagöl
Källedalagöl är en sjö i Uppvidinge kommun i Småland och ingår i Ronnebyåns huvudavrinningsområde. Sjöns area är 0,058 kvadratkilometer och den är belägen 234,7 meter över havet.